# Palacio de Miravalles
El Palacio de Miravalles es un Palacio del los Siglos XVII-XVIII, blasonado con escudo nobiliario de dos pisos y buhardilla. Está situado en el término de Villaviciosa, en el Principado de Asturias. El palacio perteneció a José del Fresno hasta que lo adquirieron los ahora nuevos inquilinos, la familia Cominges-Valera, que se encargaron de reformar por completo el edificio, que se ubica en lo alto de una amplia finca con dos accesos. La familia de Cominges, pertenece a una de las líneas Condales de la Casa de Cominges y Foix en Francia.

## Palacio
El complejo palaciego de Miravalles, en San Martín (casería de la parroquia de Miravalles), vinculado estrechamente al barroco palacial de la región pese a las reformas ulteriores, está integrado por un palacio y una capilla ubicados en torno a un patio rectangular cercado por rejería de hierro que apoya en zócalo.
El palacio, de planta cuadrada, tiene dos alturas, un cuerpo abuhardillado y cubierta a cuatro vertientes. En la fachada, dividida en tres calles, una estrecha cornisa delimita los dos pisos. Todos sus vanos son rectangulares; las ventanas del bajo muestran rejería de hierro, y los balcones del piso alto, balaustradas de idéntico material. Entre los dos existentes en el centro asoma un escudo.
La pequeña capilla, de planta rectangular, posee cubierta a dos vertientes. Coronado por pináculos —con el central haciendo las veces de espadaña—, aparece el frente, en el que se abre una puerta de sencillo arco semicircular.

## Historia
Miravalles fue fundada el año 1313, 43 años después de que en 1270 Alfonso X fundara la villa de Maliayo gracias a la Carta Puebla, fechada en Vitoria, y que otorga a sus habitantes el Fuero de Benavente y siendo en 1277, siete años más tarde, cuando se la conoció con el nombre de Villaviciosa. 
La fundación de Miravalles hay que atribuírsela al Infante D. Juan Manuel, hijo del Infante Don Manuel, durante el reinado de Alfonso XI, dos años después de su matrimonio, en 1311 con Doña Constanza de Aragón, hija de Jaime II. Don Juan Manuel comentaba que podía viajar desde Navarra a Granada durmiendo cada jornada en un señorío, una villa o en un castillo propios.
En nuestra región, la pirámide feudal no es tan rígida, ya que la mayoría de sus habitantes moran en aldeas, como la de Miravalles, constituyéndose éstas como comunidades de hombres libres unidos por vínculos de parentesco y vecindad. En estas aldeas es la reunión de vecinos (conceyu o concilium) quien dirige la vida social y goza de una autoridad acatada por todos los aldeanos y que para muchos aspectos de la vida social continua hasta nuestros días.

## Villaviciosa
Villaviciosa es un concejo de la comunidad autónoma del Principado de Asturias (España), una parroquia de dicho concejo y una villa, capital del concejo, perteneciente a esta parroquia. El concejo limita al norte con el mar Cantábrico, al sur con los concejos de Sariego, Nava, Cabranes y Piloña, al oeste con los de Gijón y Siero y al este con el de Colunga.
Es conocido por la calidad de su sidra y por la abundancia en pumaraes (nombre con el que se conoce en Asturias a las arboledas de manzanos). En la Edad Media se denominó Pola de Maliayo, topónimo que dio lugar al conocido gentilicio de maliayés. El topónimo actual Villaviciosa, significa villa fértil.
Edad Media y Moderna
Durante el siglo XII, representantes del territorio se reúnen con el Obispo Pelayo de Oviedo con el fin de poner fin a los desórdenes que se estaban produciendo en toda la zona. Ya en tiempos de Alfonso IX, se empieza a constituir el concejo gracias a la política repobladora y urbanizadora que él mismo inició, siendo el año 1270, cuando el rey Alfonso X el Sabio, concede la carta puebla o villa mediante documento fechado en Vitoria el 17 de octubre y en el que establece que la población se asiente a partir del lugar llamado Buetes.1 Al mismo tiempo que se crea el territorio maliayo, una orden Cisterciense se establece en el fondo del valle en Boides, fundándose el monasterio de Valle de Dios (Valdedios), constituyendo un señorío jurisdiccional y que ejerció una labor civilizadora y ordenadora.
En el siglo XIV, el territorio pasa a denominarse ya como Villaviciosa, tomando dicho nombre por la fertilidad que tenían sus tierras, que ofrecía una abundancia de productos. También durante este siglo las gentes del municipio apoyarían al obispo Guterre en su lucha contra el conde de Gijón, salvaguardando los intereses del príncipe Don Enrique. Ya a finales del siglo XV un acontecimiento marca la vida de la villa, y este no es otro que el incendio que asoló la Capital destruyéndola por completo. Por este motivo los Reyes Católicos expiden un documento mediante el cual entregan una cantidad de dinero con el fin de reconstruir toda la zona. Se tiene constancia durante esta época, de la existencia de un hospital en las inmediaciones del templo de Santa María, al ser el concejo lugar de paso en el peregrinar a Santiago por la ruta de la Costa.
El siglo XVI, deja en Villaviciosa uno de los sucesos más relevantes dentro de la historia del concejo, que es el desembarco y hospedamiento en la villa del emperador Carlos I de España en 1517.2 El monarca, arribó a puerto en Tazones por culpa de una tormenta que hizo variar el rumbo que seguía toda la corte a Santander. Una vez en el concejo se dirigió junto con su hermana Leonor hacia la Villa hospedándose en la casa de Rodrigo de Hevia, en la cual permaneció tres días y cuatro noches completas, recibiendo durante su estancia a los regidores del concejo. Pasados esos tres días, abandonó el concejo por tierra en dirección a la vecina tierra de Colunga.
En el siglo XVII se produce un gran cambio en la villa, transformándose por completo el panorama urbanístico de la misma, apareciendo nobles casonas, palacios y plazuelas, conservándose actualmente buena parte de este desarrollo urbano. A finales del siglo los franciscanos fundan un convento en la villa con el fin de predicar las enseñanzas derivadas del concilio de Trento, ubicándose en un primer lugar en la Vallera, siendo sustituido por otro en un lugar próximo, de mayor capacidad y cuya iglesia conventual es el actual templo parroquial.